# جون بيكون ماكدونالد
جون بيكون ماكدونالد (بالإنجليزية: John Bacon McDonald)‏ هو عسكري أمريكي، ولد في 8 فبراير 1859 في آثنز في الولايات المتحدة، وتوفي في 15 مارس 1927 في واشنطن العاصمة في الولايات المتحدة.